# Miroslav Blaťák
Miroslav Blaťák (Gottwaldov, 25 maggio 1982) è un hockeista su ghiaccio ceco.

## Palmarès

### Mondiali
- 3 medaglie:
  - 1 oro (Germania 2010)
  - 1 argento (Lettonia 2006)
  - 1 bronzo (Finlandia/Svezia 2012)